# Skarb z Sandur
Skarb z Sandur – skarb składający się z 98 srebrnych monet, zakopanych prawdopodobnie między rokiem 1070 a 1080 na cmentarzu w Sandur. Jest to najstarszy ślad obecności pieniądza na farerskim archipelagu.
Wzbudza on zainteresowanie nie tylko przez wiek monet, ale też ich pochodzenie, które jednoznacznie wskazuje na państwa, z którymi Farerczycy mogli w XI wieku prowadzić handel. Zbiór bilonu zawiera monety obszaru dzisiejszej Anglii, Irlandii, Danii, Norwegii, Niemiec, a nawet odległych Węgier. Ich wartość w kruszcu jednak nie jest znaczna. Fakt, że pochodzą z tak wielu krajów świadczy o tym, że w XI w. nie zwracano uwagi na mennicę w jakiej wybito bilon, lecz to, ile srebra się w nim znajduje. Skarb obecnie należy do głównych atrakcji Muzeum Narodowego Wysp Owczych w Tórshavn .

## Miejsce znalezienia i właściciele
Znalezisko było dziełem całkowitego przypadku i zostało odkryte przy kopaniu grobu dla dwóch osób zmarłych na dżumę. Z tego powodu miał on być wyjątkowo głęboki. Skarb wykopano w miejscu, gdzie znajdował się ołtarz pierwszego kościoła sandurskiego, który był drugim kościołem na Wyspach Owczych. Jak podają historycy, należał on do pewnego bogatego właściciela ziemskiego, który miał wznieść go na swojej farmie. Monety stanowiły zapewne przychód za wełnę sprzedaną kupcom przybyłym na archipelag.

## Katalog monet
- Z Anglii pochodziły następujące monety:
  - 3 monety Etherleda II Bezradnego (978 – 1013 oraz 1014 – 1016)
  - 9 monet Knuta Wielkiego (1016 – 1035, jedna z nich była fałszywa)
  - 3 monety Haralda I Zajęczej Stopy (1035 – 1040)
  - 8 monet Edwarda Wyznawcy (1042 – 1066)
  - 1 jako bliżej niezidentyfikowane fałszerstwo
  - Pochodzenie 1 monety z Irlandii nie mogło zostać określone, ale szacuje się ją na rok 1050
- Z Danii pochodziły:
  - 2 monety Kanuta Surowego (1035 -1042)
  - 1 z lat 1050–1095
  - 2 fałszywe monety
- Norweskiego pochodzenia jest 17 monet:
  - 1 z czasów podwójnej władzy Magnusa Dobrego i Haralda Srogiego (1046 – 1047)
  - 2 z czasów Harolda Srogiego (1047 – 1066)
  - 4 z czasów podwójnego panowania Magnusa Haraldsona i Olafa Pokojowego (1066 – 1069)
  - 10 czasem bliżej nieokreślonych monet, których prawdopodobnie powstały jeszcze za czasów podwójnego panowania, bądź też za rządów Olafa Pokojowego (1069 – 1093)
- Innych 50 monet powstało w Niemczech:
  - 1 za panowania Konrada II (1024 – 1039)
  - 2 za panowania Bruno III (Brunszwik) (1038 – 1057)
  - 1 moneta Teodorik'a von Lothringen’a (959 – 1032)
  - 1 moneta biskupa Eberharda I (Augsburg) (1029 – 1047), z podobieństwem cesarza Konrada II
  - 1 moneta biskupa Bernolda z Utrechtu (1027 – 1054)
  - 1 nieznajomego pochodzenia, ale podobna do wcześniej wymienionej monety z Utrechtu (obecnie Niderlandy)
  - 1 prawdopodobnie powstała w Breisach
  - 1 z Celle
  - 1 z Deventer (dzisiejsze Niderlandy)
  - 1 z Duisburga
  - 1 z Goslar
  - 1 z Huy (dzisiejsza Belgia)
  - 1 z Magdeburga
  - 1 z Remagen
  - 1 ze Spiry
  - 1 z Tiel (dzisiejsze Niderlandy)
  - 1 z Würzburga
  - Pochodzenie pozostałych 29 monet nie jest jeszcze znane
- jedna moneta z Węgier z czasów panowania Stefana I Świętego (997 – 1038)

## Literatura
- G.V.C. Young: From the Vikings to the Reformation. A Chronicle of the Faroe Islands up to 1538. Isle of Man: Shearwater Press, 1979
  - ibid: Færøerne. Fra vikingetiden til reformationen. Kopenhagen: Rosenkilde og Bakker, 1982 (Duńskie tłumaczenie, baza dla oryginalnego, niemieckiego artykułu)